# Археолошко налазиште Брестове Међе
Археолошко налазиште Брестове Међе је локалтет на граници атара села Војка, Угриновци и Нова Пазова, у општини Земун, са остацима насеља, некрополе и деонице римског пута.

## Истраживања
Локалитет је идентификован са римском утврђеном постајом (лат. Mutatio Novitiana) која је била постављена на траси римског пута Сирмиум – Таурунум – Сингидунум. После археолошких ископавања током 1966. године, према ископаном материјалу, карактеристичнoм за римско царско доба и његовој типолошкој и хронолошкој анализи, констатовано је да се живот у овој станици одвијао од I вeкa до касне антике. Станица је подигнута на остацима старијег латенског насеља које је констатовано при ископавањима. Археолошки материјал налази се у збирци Народног музеја у Земуну. Изванредно очувани остаци архитектуре, комуникације и покретног материјала који се налазе у културним слојевима ове станице, пружају значајне податке за изучавање римског лимеса, као и римске историје у овом делу Срема.